# 仙台出入国在留管理局
仙台出入国在留管理局（せんだいしゅつにゅうこくざいりゅうかんりきょく）は、宮城県仙台市宮城野区にある法務省出入国在留管理庁の地方支分部局のひとつ。宮城県など6県を管轄している。出入国管理及び難民認定法に基づき、外国人の入出国・在留・違反手続、難民認定に関する調査等の行政事務を担当する。

## 本局の内部組織
- 仙台出入国在留管理局長（官職・入国審査官）
  - 総務課
  - 監理官
  - 首席審査官（官職・入国審査官）
    - （審査部門）

  - 首席入国警備官（官職・入国警備官）
    - （警備部門）

## 管内出張所
|                | 所在地                                              | 業務                  | 分担区域                       | 分担区域                       |
| 在留関係諸申請 | 所在地                                              | 業務                  | 在留資格認定証明書交付申請     |                                |
| -------------- | --------------------------------------------------- | --------------------- | ------------------------------ | ------------------------------ |
| 青森出張所     | 青森県青森市長島1-3-5 青森第二合同庁舎              | 在留審査一般 海港業務 | 青森県、秋田県、岩手県         | 青森県、秋田県、岩手県         |
| 盛岡出張所     | 岩手県盛岡市盛岡駅西通1-9-15 盛岡第2合同庁舎6階     | 在留審査一般 海港業務 | 岩手県、青森県、秋田県         | 岩手県、青森県、秋田県         |
| 仙台空港出張所 | 宮城県名取市下増田字南原 仙台空港旅客ターミナルビル | 空港業務              |                                |                                |
| 秋田出張所     | 秋田県秋田市山王7-1-3 秋田第一地方合同庁舎5階       | 在留審査一般 海港業務 | 秋田県、青森県、岩手県、山形県 | 秋田県、青森県、岩手県、山形県 |
| 酒田港出張所   | 山形県酒田市船場町2-5-43 酒田港湾合同庁舎           | 在留審査一般 海港業務 | 山形県、秋田県                 | 山形県、秋田県                 |
| 郡山出張所     | 福島県郡山市希望ヶ丘31-26 郡山第2法務総合庁舎1階    | 在留審査一般 海港業務 | 福島県、山形県                 | 福島県、山形県                 |